# Bạo loạn ở Đồng Văn
Bạo loạn ở Đồng Văn là xung đột nổ ra tại vùng cao nguyên Đồng Văn, tỉnh Hà Giang vào cuối năm 1959. Quân đội Nhân dân Việt Nam bắt đầu chiến dịch tiễu phỉ vào đầu năm 1960 và nhanh chóng dập tắt cuộc nổi loạn.

## Bối cảnh
Sau năm 1949, Giải phóng quân Trung Quốc đã đánh bại quân Quốc dân đảng của Tưởng Giới Thạch. Một bộ phận tàn quân Tưởng trốn sang các nước lân cận như Lào, Miến Điện, Việt Nam, dựa lưng vào núi rừng hiểm trở để chống trả các đợt truy quét của Giải phóng quân Trung Quốc. Tại Quảng Tây, quân Tưởng lấy vùng Thập Vạn Đại Sơn giáp biên giới Việt Nam làm sào huyệt. Bị đánh tan năm 1951, một bộ phận tàn quân âm mưu tiến chiếm Cao nguyên đá Đồng Văn lập căn cứ.
Sau Cách mạng Tháng Tám, "Vua Mèo" Vương Chí Sình rời dinh thự tại Phó Bảng dọn về sống trong dinh Sà Phìn. Vua Mèo sau đó đã trở thành Chủ tịch huyện Đồng Văn trên danh nghĩa, nhưng quyền lực thực tế đã bị thu hẹp đi nhiều.
Sau kỳ bầu cử HĐND năm 1959, các vị trí lãnh đạo chủ chốt ở Đồng Văn hầu hết được chuyển giao từ tầng lớp quý tộc sang chính quyền dân cử. Trước kia tuy có chính quyền dân cử nhưng quyền lực hành chính vẫn gắn chặt với quyền lợi của gia tộc. Lợi dụng tình hình này, các nhóm tàn quân Tưởng đẩy mạnh tuyên truyền,câu kết với các thành phần quý tộc cũ của Đồng Văn, Mèo Vạc để kích động nổi loạn nhằm tiến tới thành lập "Vương quốc Mèo độc lập". Chúng phao lên, "Vua Mèo" Dương Trung Nhân được Mỹ và quốc tế hậu thuẫn sắp trở về cai trị Đồng Văn. Những toán quân Quốc dân đảng bên kia biên giới được tô vẽ thành đạo quân quốc tế về nước giúp Vua Mèo khôi phục lãnh thổ. Đầu năm 1959, các toán quân phỉ bắt đầu tổ chức đốt phá trụ sở ủy ban ở các xã Phố Cáo, Bạch Đích và Thắng Mố.
Vào tháng 5 năm 1959, Vương Chí Sình lên Sà Phìn để thiết lập lực lượng địa phương để ngăn quân phỉ. Tuy nhiên khi ông về Hà Nội, thuộc hạ là Vàng Chúng Dình (cựu binh Quốc dân Đảng) lại nhanh chóng đẩy mạnh các hoạt động vũ trang, vượt ra ngoài tầm kiểm soát của cựu Vua Mèo.

## Diễn biến
Ngày 30 tháng 11 năm 1959, một trung đội phỉ 40 người do Vàng Chỉn Cáo chỉ huy đã khóa chặt Cổng trời Cán Tỷ, cắt đứt đường mòn huyết mạch từ Hà Giang lên Đồng Văn. Hôm sau, toán phỉ chặn Cổng Trời bắt giữ hai đoàn ngựa thồ hàng của tỉnh lên Đồng Văn, đuổi cán bộ quay trở lại.
Ngày 9 tháng 12, Trung ương cử ba cha con Vương Chí Sình dẫn đầu đoàn cán bộ Mặt trận Tổ quốc lên Đồng Văn để thương lượng với trùm phỉ Vàng Chỉn Cáo, thuyết phục giải tán vũ trang, không tiếp tay dẫn đường cho phỉ Quảng Tây. Tuy nhiên cuộc thương thuyết thất bại hoàn toàn.
Một tuần sau đó, hàng loạt địa bàn toàn huyện Đồng Văn bị thổ phỉ tiến đánh, cướp phá. Ngày 12 tháng 12, Vàng Chúng Dình dẫn 200 người tấn công thị trấn Đồng Văn cùng lúc Vàng Dúng Mỷ đánh phá Mèo Vạc, cướp cửa hàng mậu dịch. Tại xã Lũng Phìn, quân phỉ phá trụ sở ủy ban, cướp hàng hóa, phá kho thóc và giết hai cán bộ thương nghiệp và hai người dân. Ngày 20 tháng 12, Phàn Chỉn Sài (người Dao) đưa một toán phỉ đánh vào Na Khê, Bạch Đích, bắt cán bộ huyện treo lên cây làm bia cho lính bắn. Ngày 28 tháng 12, Giàng Quáng Ly chiếm Yên Minh còn Vàng Chỉn Cáo, Phàn Dền chiếm Cán Tỷ, Đông Hà (Quản Bạ).
Ngày 28 tháng 12, Bộ Chính trị chỉ thị cho Bộ Quốc phòng, Bộ Công an, Khu ủy Việt Bắc và tỉnh Hà Giang phải nhanh chóng có biện pháp dập tắt vụ bạo loạn trên cơ sở nhận định tình hình phát triển nghiêm trọng.
Phân đội cơ động Công an Vũ trang cùng phối hợp các lực lượng dân quân, du kích địa phương, Trung đoàn 246 Quân khu Việt Bắc, Tiểu đoàn 12 cơ động Bộ Tư lệnh Công an nhân dân bắt đầu tiến công, truy quét trên toàn bộ các điểm bị phỉ chiếm đóng và hoạt động. Sau nhiều đợt truy quét, lực lượng vũ trang đã đẩy lùi các toán quân phỉ ra khỏi các khu dân cư.
Hoàng Văn Bách, Chủ tịch thị trấn Đồng Văn, cùng trung đội dân quân tự vệ đánh bật nhiều đợt tấn công vào thị trấn của 200 tay súng do Vàng Chúng Dình chỉ huy. Vàng Chúng Dình điều thêm 300 quân tấn công Đồng Văn lần nữa nhưng không chiếm được, các tay súng phải chạy về khu vực Ma Lé, Mã Sồ sát biên giới.
Các lực lượng vũ trang lại tiếp tục truy kích. Chiến dịch mở ngày 29 tháng 1 năm 1960 (29 tết) đến hết ngày 31 tháng 1 thì thắng lợi hoàn toàn. Gần 400 tên phỉ bị đánh tan tác, phần lớn đều phải buông súng đầu hàng. Vàng Chúng Dình phải tháo chạy về vùng Thập Vạn Đại Sơn để lẩn trốn. Vàng Chúng Dình sau đó cũng bị lập mưu bị cán bộ an ninh giả làm đặc phái viên từ miền Nam để bắt sống.
Loạn thổ phỉ lắng dần, đến năm 1962 thì tan rã hoàn toàn. Năm 1963, các thủ lĩnh phỉ bị đưa ra xét xử nghiêm.